# Saison 1942 de la NFL
Navigation
Édition précédente Édition suivante
La saison 1942 de la NFL est la 23e saison de la National Football League. Elle voit le sacre des Redskins de Washington.

## Classement général
| Conférence Est         |      |      |      |        |          |            |
| Franchise              | Vic. | Déf. | Nuls | % vic. | Pts pour | Pts contre |
| Redskins de Washington | 10   | 1    | 0    | .909   | 227      | 102        |
| Steelers de Pittsburgh | 7    | 4    | 0    | .636   | 167      | 119        |
| Giants de New York     | 5    | 5    | 1    | .500   | 155      | 139        |
| Dodgers de Brooklyn    | 3    | 8    | 0    | .273   | 100      | 168        |
| Eagles de Philadelphie | 2    | 9    | 0    | .182   | 134      | 239        |

| Conférence Ouest     |      |      |      |        |          |            |
| Franchise            | Vic. | Déf. | Nuls | % vic. | Pts pour | Pts contre |
| Bears de Chicago     | 11   | 0    | 0    | 1.000  | 376      | 84         |
| Packers de Green Bay | 8    | 2    | 1    | .800   | 300      | 215        |
| Rams de Cleveland    | 5    | 6    | 0    | .455   | 150      | 207        |
| Cardinals de Chicago | 3    | 8    | 0    | .273   | 98       | 209        |
| Lions de Détroit     | 0    | 11   | 0    | .000   | 38       | 263        |

## Finale NFL
- 13 décembre 1942, à Washington devant 36 006 spectateurs,  Redskins de Washington 14 - Bears de Chicago 6